# Burkhard Wilhelm Pfeiffer
Burkhard Wilhelm Pfeiffer (Kassel, 7 de maio de 1777 — Kassel, 4 de outubro de 1852) foi um jurista, magistrado e político liberal alemão.

## Biografia
Pfeiffer era filho de Johann Jakob Pfeiffer, um reputado professor de teologia protestante e conselheiro consistorial em Marburg, de sua esposa Luise Rebekka Rüppel. Em 1801 casou com Louise Harnier. Era irmão do político Franz Pfeiffer e pai do naturalista e explorador Ludwig Karl Georg Pfeiffer.
Pfeiffer estudou Direito na Universidade de Marburg, onde recebeu o grau de doutor em 1798. Em 1805 foi nomeado arquivista do governo em Kassel, sendo transferido alguns anos depois para o Tribunal de Apelação do Reino da Westphalia. A partir de 1813 trabalhou como juiz-conselheiro em Kassel. Nos anos de 1817 a 1820 e de 1821 a 1843 foi juiz no Tribunal Superior de Apelação de Hesse em Kassel. Em 1820, foi temporariamente magistrado no Tribunal Superior de Apelação de Lübeck. Nos anos de 1830 a 1832, foi primeiro deputado no Parlamento Estadual Constituinte e depois no primeiro parlamento do Eleitorado de Hesse (Kurhessische Ständeversammlung) em representação dos lavradores do vale do Diemel.
Entre outras iniciativas legislativas, foi um dos autores da proposta da Constituição de 1831 para o Eleitorado de Hesse. Em 1832 e 1833 foi eleito na fase de dissolução do parlamento estadual de julho de 1832 para o conselho do comité estadual permanente. Por causa da sua atitude decididamente liberal, entrou num conflito violento com o governo do Ministro do Interior e da Justiça Ludwig Hassenpflug.
Em resultado do título de sua principal obra (Praktische Ausführungen aus allen Theilen der Rechtswissenschaft. Mit Erkenntnissen des Oberappellationsgerichts zu Cassel, em português Explicações práticas de todas as partes da jurisprudência. Com a jurisprudência do Tribunal Superior de Apelações de Cassel), publicada em 8 volumes, foi apelidado de "o Pfeiffer prático".

## Obras
Entre outras, é autor das seguintes obras:
- Praktische Ausführungen aus allen Theilen der Rechtswissenschaft. Mit Erkenntnissen des Oberappellationsgerichts zu Cassel, 8 Bde., Hannover 1825–1846.
- Einige Worte über den Entwurf einer Verfassungs-Urkunde für Kurhessen vom 7. October 1830, Cassel o. J. [1830].
- Darstellung der Lage der landständischen Geschäftsverhältnisse bei Auflösung der Ständeversammlung am 26. Juli 1832, Namens des permanenten landständischen Ausschusses entworfen von dessen Vorstande, o. O., o. J. [Kassel 1832].
- Geschichte der landständischen Verfassung in Kurhessen. Ein Beitrag zur Würdigung der neueren teutschen Verfassungen überhaupt. Aus authentischen Quellen mitgetheilt, Cassel 1834.
- Fingerzeige für alle deutschen Ständeversammlungen, Cassel 1849.